# Ходечек
Ходечек (пол. Chodeczek, нім. Godeck) — село в Польщі, у гміні Ходеч Влоцлавського повіту Куявсько-Поморського воєводства.
Населення — 775 осіб (2011).
У 1975-1998 роках село належало до Влоцлавського воєводства.

## Демографія
Демографічна структура станом на 31 березня 2011 року:
|          | Загалом | Допрацездатний вік | Працездатний вік | Постпрацездатний вік |
| -------- | ------- | ------------------ | ---------------- | -------------------- |
| Чоловіки | 391     | 77                 | 279              | 35                   |
| Жінки    | 384     | 67                 | 247              | 70                   |
| Разом    | 775     | 144                | 526              | 105                  |